# Mars (Pennsylvanie)
Pour les articles homonymes, voir Mars.
Mars est un borough situé au sud du comté de Butler, en Pennsylvanie, aux États-Unis,. En 2020, il comptait une population de 1 458 habitants.

## Démographie
Lors du recensement de 2010, le borough comptait une population de 1 699 habitants. Elle est estimée, en 2019, à 1 758 habitants.

### Source de la traduction
- (en) Cet article est partiellement ou en totalité issu de l’article de Wikipédia en anglais intitulé « Mars, Pennsylvania » (voir la liste des auteurs).